# Савочкина Паломь
Савочкина Паломь — деревня в Шумячском районе Смоленской области России. Входит в состав Понятовского сельского поселения. Население — 88 жителей (2007 год). 
Расположена в юго-западной части области в 10 км к юго-востоку от Шумячей, в 8 км южнее автодороги А101 Москва — Варшава («Старая Польская» или «Варшавка»), на берегу реки Гостинка. В 7 км севернее деревни расположена железнодорожная станция Криволес на линии Рославль — Кричев.

## История
В годы Великой Отечественной войны деревня была оккупирована гитлеровскими войсками в августе 1941 года, освобождена в сентябре 1943 года.